# Беловежская зима
Беловежская зима — международный турнир по интеллектуальным играм, проводящийся ежегодно в начале зимы в Бресте. Организаторами турнира являются ОО «БЛИК», отдел по делам молодёжи Брестского городского исполнительного комитета и Брестский клуб интеллектуальных игр. В последние годы проводится на базе Брестского государственного технического университета. Турнир входит в пятерку крупнейших соревнований по интеллектуальным играм в Беларуси. Осенью 2013 года турнир получил признание в качестве лауреата премии «Буслянка» за сезон 2012—2013 в номинации «Лучший турнир года в Беларуси». Турнир каждый год становится значимым культурным событием региона и регулярно освещается крупнейшими региональными и республиканскими СМИ.

## Схема турнира
С 2001 года основная программа турнира состоит из «Что? Где? Когда?» и командной «Своей игры». Победителем турнира и обладателем Кубка Беловежской Зимы становится команда, имеющая минимальную сумму мест в этих двух соревнованиях.
Кроме основных (зачетных) игр, обычно проводятся и незачётные («Элитарно-коломенское озарение», «Без права на ошибку», «Чёрное/белое» и др.), в том числе и индивидуальные («Эрудит-лото»). Результаты этих соревнований не влияют на итоговое положение команд в зачете кубка. С 2011 года ежегодно вне зачёта Кубка на площадке турнира также отыгрывается синхронный турнир «Открытый кубок России», входящий в «каре больших синхронов» Международной ассоциации клубов.
Статус турнира для команд-новичков во времена первых турниров повлиял на форматы проведения основных игр турнира. Так, появилась и поддерживается традиция небольшого отступления от стандартных форматов: так, вплоть до 2013 года пакет «Что? Где? Когда?» традиционно состоял из 3 туров по 16 вопросов в каждом (с 2014 года пакет вырос до 4 туров по 15 вопросов), а розыгрыш первых тем командной «Своей игры» до сих пор проводится «без минусов» (без вычитания очков за неправильные ответы).

## История
Изначально, начиная с 1998 года, «Беловежская зима» проводилась как турнир для «незвёздных» команд, молодых, не выигрывавших в других республиканских турнирах, команд. Идея создания подобного турнира принадлежала являвшемуся на тот момент вице-президентом ОО «БЛИК» Евгению Зайцеву.
На первом турнире собралось 14 команд, а победителем стала команда «Фемида», представлявшая Академию МВД Республики Беларусь.
В 2003 году, единственный раз, турнир прошёл в Витебске; в 2004 году из-за продолжавшегося хаоса в брестском интеллектуальном движении турнир вообще не проводился; а в 2005 году турнир обратно вернулся на радары белорусского интеллектуального движения, потеряв статус турнира для новичков и став республиканским турниром для грандов.
С 2009 года турнир носит официальный статус «Турнир Большого Шлема» Белорусской лиги интеллектуальных команд. Благодаря этому победитель в турнире по «Что? Где? Когда?» получает прямую путевку в финальный этап Чемпионата Беларуси по «Что? Где? Когда?».
После преобразования формата в 2005 году, когда к турниру были допущены «сильные» команды, представляющие брестский регион команды-«хозяйки» ни разу не поднимались на пьедесталы ни в одной из основных игр. Лучший результат, показанный брестской командой, был продемонстрирован в 2010 году, когда команда «Няхай!» заняла 4-е место в «Что? Где? Когда?», проиграв медальную «перестрелку» (дополнительную доигровку в несколько вопросов для команд, претендовавших на медали). «Перестрелка» была введена в регламент турнира для расстановки команд по призовым местам в «Что? Где? Когда?» в 2009 году для соответствия турнира правилам рейтингования МАК.

### Результаты
| Год  | Количество участников | Призёры ЧГК                   | Призёры ЧГК                        | Призёры ЧГК                        | Призёры «Своей игры»               | Призёры «Своей игры»               | Призёры «Своей игры»          |
| Год  | Количество участников | Чемпион                       | 2-е место                          | 3-е место                          | Чемпион                            | 2-е место                          | 3-е место                     |
| ---- | --------------------- | ----------------------------- | ---------------------------------- | ---------------------------------- | ---------------------------------- | ---------------------------------- | ----------------------------- |
| 1998 | 14                    | Фемида (Минск)                | —                                  | —                                  | —                                  | —                                  | —                             |
| 1999 | 30                    | —                             | —                                  | —                                  | —                                  | —                                  | —                             |
| 2000 | 29                    | МИД-2 (Минск)                 | Деменция (Витебск)                 | Мистраль (Горки)                   | Артефакт (Минск)                   | Деменция (Витебск)                 | —                             |
| 2001 | 25                    | Хайтек (Минск)                | Альянс (Брест)                     | КГБ (Брест)                        | —                                  | —                                  | —                             |
| 2002 | 20                    | Икс (Мозырь)                  | Три обезьяны (Брест)               | ПроМИДол (Минск)                   | Икс (Мозырь)                       | Кукла колдуна (Минск)              | Союз-1 (Минск)                |
| 2003 | —                     | —                             | —                                  | —                                  | —                                  | —                                  | —                             |
| 2005 | 21                    | Хунта (Минск)                 | Солярис (Минск)                    | Твари (Минск)                      | Солярис (Минск)                    | Хунта (Минск)                      | Икс (Мозырь)                  |
| 2006 | 22                    | Солярис (Минск)               | Миддл (Минск)                      | Трогательные аэросани (Минск)      | Солярис (Минск)                    | Промидол (Минск)                   | Миддл (Минск)                 |
| 2007 | 41                    | Кефирные грибки (Минск)       | МИД-2 (Минск)                      | Хунвейбины (Минск)                 | Дикси-C (Смоленск)                 | МИД-2 (Минск)                      | Солярис (Минск)               |
| 2008 | 33                    | МИД-2 (Минск)                 | Хунвейбины (Минск)                 | Zемляне (Минск)                    | Ультиматум (Гомель)                | Одушевленные аэросани" (Минск)     | МаФи (Минск)                  |
| 2009 | 39                    | Одушевлённые аэросани (Минск) | МИД-2 (Минск)                      | Штандарт (Витебск)                 | МИД-2 (Минск)                      | ДИКСИ-С (Смоленск)                 | Кефирные грибки (Минск)       |
| 2010 | 29                    | МИД-2 (Минск)                 | Zемляне (Минск)                    | Одушевлённые аэросани (Минск)      | МИД-2 (Минск)                      | Штандарт (Витебск)                 | ХЗИВ (Минск)                  |
| 2011 | 46                    | МИД-2 (Минск)                 | Ультиматум (Гомель)                | Енотики-7 (Минск-Витебск)          | Умник (Минск)                      | Ультиматум (Гомель)                | МИД-2 (Минск)                 |
| 2012 | 46                    | МИД-2 (Минск)                 | Нехорошая квартира (Минск)         | Шулер (Могилёв)                    | Ультиматум (Гомель)                | МИД-2 (Минск)                      | Одушевлённые аэросани (Минск) |
| 2013 | 48                    | МИД-2 (Минск)                 | Middle (Минск)                     | Хронически разумные United (Минск) | МИД-2 (Минск)                      | Ультиматум (Гомель)                | Одушевлённые аэросани (Минск) |
| 2014 | 47                    | Ультиматум (Гомель)           | Хронически разумные United (Минск) | Одушевлённые аэросани (Минск)      | Хронически разумные United (Минск) | Ультиматум (Гомель)                | Одушевлённые аэросани (Минск) |
| 2015 | 45                    | Ультиматум (Гомель)           | Любовь Каксон(Минск)               | Боливария (Минск)                  | Форум (Могилёв)                    | Хронически разумные United (Минск) | Боливария (Минск)             |
| 2016 | 43                    | Одушевлённые аэросани (Минск) | Ять (Минск)                        | Корпрусариум (Минск)               | Ультиматум (Гомель)                | Семь сорок (Минск)                 | Шулер (Могилёв)               |

## Кубок Беловежской Зимы
Команда «МИД-2» семь раз подряд завоевывала Кубок Беловежской Зимы (с 2007 по 2013 годы), подтверждая тем самым, что не зря входила в этот период времени в ТОП-20 команд мира по официальному рейтингу МАК вплоть до окончания своего существования летом 2014 года, несмотря на то, что иногда победа практически ускользала из их рук. Так, например, в 2011 году в который раз подряд призовые места в игре «Что? Где? Когда?» распределялись путём «перестрелки», и лишь из-за проигранной перестрелки команда «Ультиматум» не смогла перехватить кубок у «МИД-2».
| Рейтинг обладателей Кубка Беловежской Зимы \| № \| Команда \| Кол-во побед \| Победы \| \| - \| ---------------------------------- \| ------------ \| ---------------------------------------- \| \| 1 \| МИД-2 (Минск) \| 7 \| 2007, 2008, 2009, 2010, 2011, 2012, 2013 \| \| 2 \| Ультиматум (Гомель) \| 2 \| 2014, 2016 \| \| 3 \| Хронически Разумные United (Минск) \| 1 \| 2015 \| \| 3 \| Солярис (Минск) \| 1 \| 2006 \| \| 3 \| Хунта (Минск) \| 1 \| 2005 \| |                                    |              |                                          |
| № | Команда                            | Кол-во побед | Победы                                   |
| 1 | МИД-2 (Минск)                      | 7            | 2007, 2008, 2009, 2010, 2011, 2012, 2013 |
| 2 | Ультиматум (Гомель)                | 2            | 2014, 2016                               |
| 3 | Хронически Разумные United (Минск) | 1            | 2015                                     |
| 3 | Солярис (Минск)                    | 1            | 2006                                     |
| 3 | Хунта (Минск)                      | 1            | 2005                                     |